# كابيتول (مسلسل)
كابيتول (بالإنجليزية: Capitol)‏ هو مسلسل دراما تم إنتاجه في الولايات المتحدة. بدأ عرضه في سنة 1982 على سي بي إس. بلغ عدد مواسم المسلسل 5 مواسم، بلغ عدد حلقاته 1293 حلقة، وتبلغ مدة الحلقة الواحدة 30 دقيقة. تم بث المسلسل لأول مرة بتاريخ 29 مارس 1982 بينما تم بث آخر حلقة منه بتاريخ 20 مارس 1987. من بطولة كونستانس تاورز، كارولين جونس، روري كالهون، ريتشارد إيغان، جولي أدامز وتيري هاتشر. القصة تدور حول المؤامرات السياسية للأشخاص الذين تتشابك حياتهم في واشنطن العاصمة.

## روابط خارجية
- كابيتول على موقع IMDb (الإنجليزية)
- كابيتول على موقع كينوبويسك (الروسية)
- كابيتول على موقع ألو سيني (الفرنسية)
- كابيتول على موقع قاعدة بيانات الفيلم (الإنجليزية)